# 人間探求派
人間探求派（にんげんたんきゅうは）とは、俳句において、自己の追求がそのまま俳句の追求になるように、自己の内面を生活のうちに詠もうとするもの。
「俳句研究」1939年8月号（改造社）に掲載された座談会「新しい俳句の課題」は、当時難解派と呼ばれていた中村草田男、加藤楸邨、篠原梵、石田波郷が参加して行われた。座談会は、同誌編集長・山本健吉の「貴方がたの試みは結局人間の探求といふことになりますね」という発言に、加藤楸邨が「四人共通の傾向をいへば『俳句に於ける人間の探求』といふことになりませうか」と受けて締め括られ、この4名に代表される作品の傾向が人間探求派と呼ばれるようになる。

## 人間探求派と称された俳人
- 中村草田男 （1901年（明治34年）7月24日 - 1983年（昭和58年）8月5日）
- 加藤楸邨 （1905年（明治38年）5月26日 - 1993年（平成5年）7月3日）
- 篠原梵 （1910年（明治43年）4月15日 - 1975年（昭和50年）10月17日）
- 石田波郷 （1913年（大正2年）3月18日 - 1969年（昭和44年）11月21日）